# Hans Meyer (Afrikaforscher)

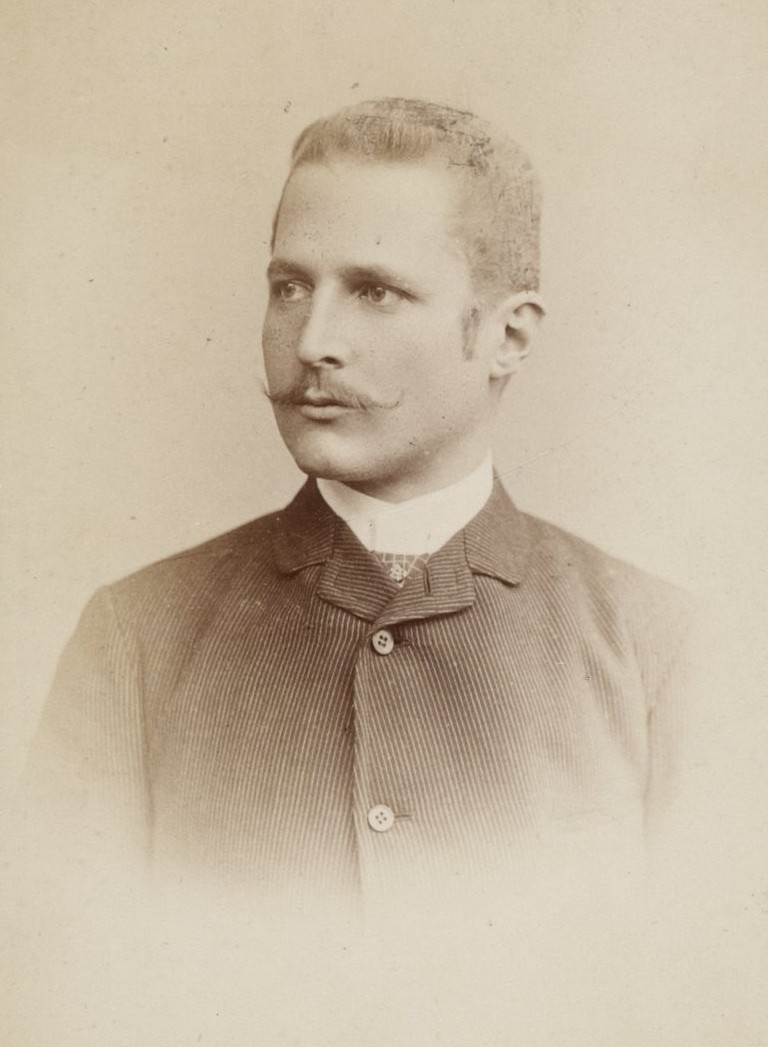
Hans Meyer

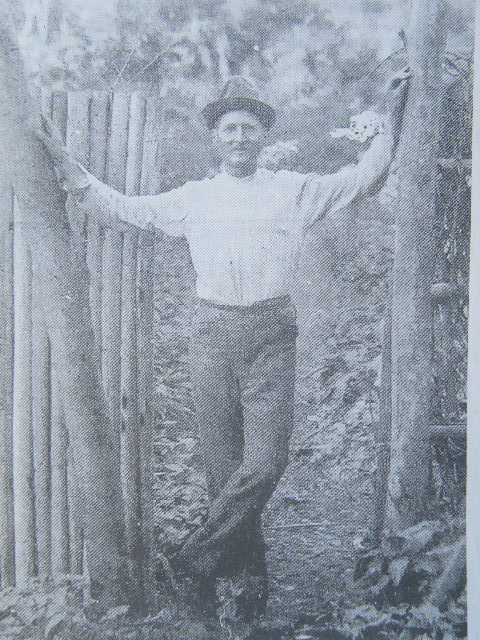
Hans Meyer vor dem Basislager zum Kilimandscharo 1889

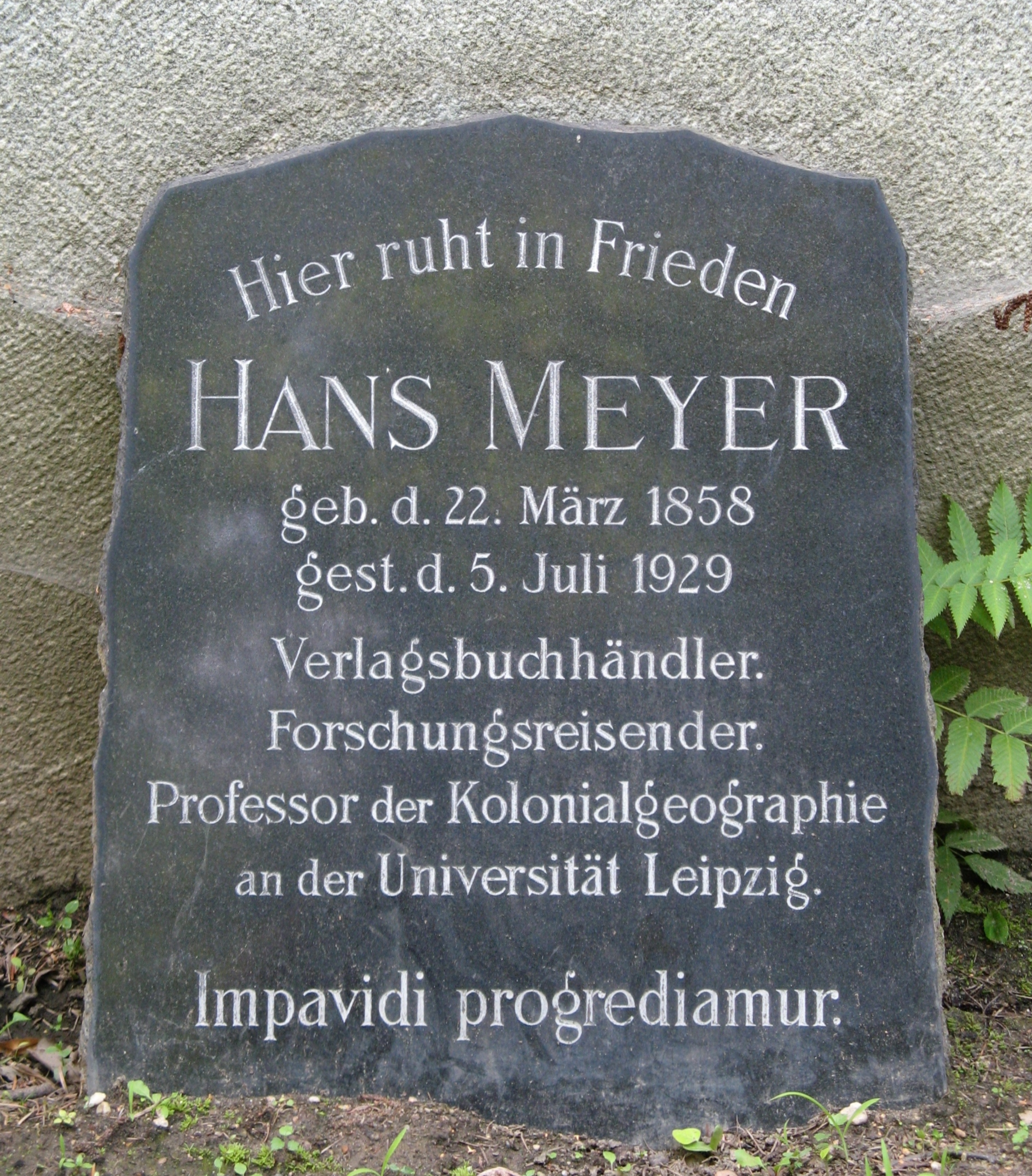
Grabstein von Hans Meyer auf dem Leipziger Südfriedhof. Der lateinische Spruch Impavidi progrediamur bedeutet Unerschrocken wollen wir voranschreiten.

Hans Heinrich Josef Meyer (* 22. März 1858 in Hildburghausen; † 5. Juli 1929 in Leipzig) war ein deutscher Geograph, Verleger, Forschungsreisender, Kolonialpolitiker und zusammen mit dem Alpinisten Ludwig Purtscheller 1889 Erstbesteiger des Kilimandscharo.

## Herkunft
Meyer entstammt der Familie Meyer, bekannt als Verleger von Meyers Konversations-Lexikon. Sein Großvater Joseph Meyer hatte im Jahr 1826 das Bibliographische Institut gegründet. Seine Eltern waren Herrmann Julius Meyer und dessen Ehefrau Caroline Antonie (1836–1919). Sein Vater führte ab 1856 das Bibliographische Institut. Auch sein Bruder Hermann (1871–1932) war Forschungsreisender, und er förderte die Kolonisation Südamerikas.

## Leben
Hans Meyer studierte Germanistik, Geschichte, Staatswissenschaften, Völkerkunde und Botanik in Leipzig, Berlin und Straßburg. Nach seiner Promotion in Wirtschaftsgeschichte übernahm er 1884 mit seinem Bruder Arndt das Verlagsgeschäft des Vaters. Hans Meyer erhielt dabei die Verantwortung für die wissenschaftliche Betreuung insbesondere des Gebiets der Geographie. Im Jahr 1881 trat er als Mitglied der Sektion Leipzig des Deutschen Alpenvereins bei.
Bereits 1882 schickte ihn sein Vater auf eine zweijährige Reise nach Ostasien und Nordamerika. Der Wohlstand der Familie ermöglichte es Hans Meyer, zukünftige Forschungsreisen aus eigener Tasche zu finanzieren. 1887 bereiste er Ostafrika und begann mit der wissenschaftlichen Erforschung des Kilimandscharo-Gebietes. Beim ersten Versuch, den Kilimandscharo zu besteigen, gelangte er bis an die Grenze der seinerzeit noch vorhandenen Eiskappe des Kibo in 5500 m Höhe. Wegen mangelhafter Ausrüstung musste er die Expedition abbrechen. Ehe er Afrika verließ, bereiste er noch das Tal des Kingani und Usaramo.
Mitte August 1888 unternahm Meyer, begleitet von Oskar Baumann, einen zweiten Versuch. Nachdem sie die Gebirgslandschaft Usambara überschritten und erstmals in ihrer ganzen Ausdehnung erforscht hatten, verließen die Träger die Expedition, weil an der Küste ein Aufstand gegen die Deutsch-Ostafrikanische Gesellschaft ausgebrochen war. Meyer und Baumann mussten die Expedition abbrechen. Sie kehrten an die Küste zurück, wo sie von dem Rebellenführer Buschiri bin Salim gefangen genommen und misshandelt wurden. Erst die Zusage der Zahlung eines hohen Lösegeldes brachte beide wieder in Freiheit.
Zum dritten Mal setzte Meyer 1889 zu einem großen Unternehmen an, diesmal begleitet von dem Alpinisten Ludwig Purtscheller aus Salzburg. Am 6. Oktober 1889 erreichten sie die höchste Spitze des Kraterrandes des Kibo, die Meyer Kaiser-Wilhelm-Spitze taufte. Seit 1969 erinnert am Südhang des Bergmassivs eine von der tansanischen Regierung angebrachte Gedenktafel an die Erstbesteiger und deren Förderer Häuptling Mareale von Marangu. Für die Geographie wertvolle Erkenntnisse gewann Meyer auch durch die weitere Bereisung des Ugwenogebirges. 1898 reiste er erneut zum Kilimandscharo, um weitere Forschungen, insbesondere auf dem Gebiet der Vulkanologie und des tropischen Hochgebirges, anzufangen. Er umkreiste das Bergmassiv und stellte unter anderem die vorzeitliche Vergletscherung fest. Er beobachtete, dass der Kibo-Gletscher etwas kleiner als 1889 war.
Weitere Reisen führten Hans Meyer 1894 auf die Kanarischen Inseln. Im Jahr 1903 bereiste er mit dem Maler Rudolf Reschreiter die Kordilleren (Südamerika) und besuchte den in Ecuador gelegenen, 6301 Meter hohen, völlig vergletscherten Chimborazo. Meyer entdeckte die Mehrphasigkeit der Vergletscherung des südlichen Patagonien im Laufe dreier Eiszeiten.

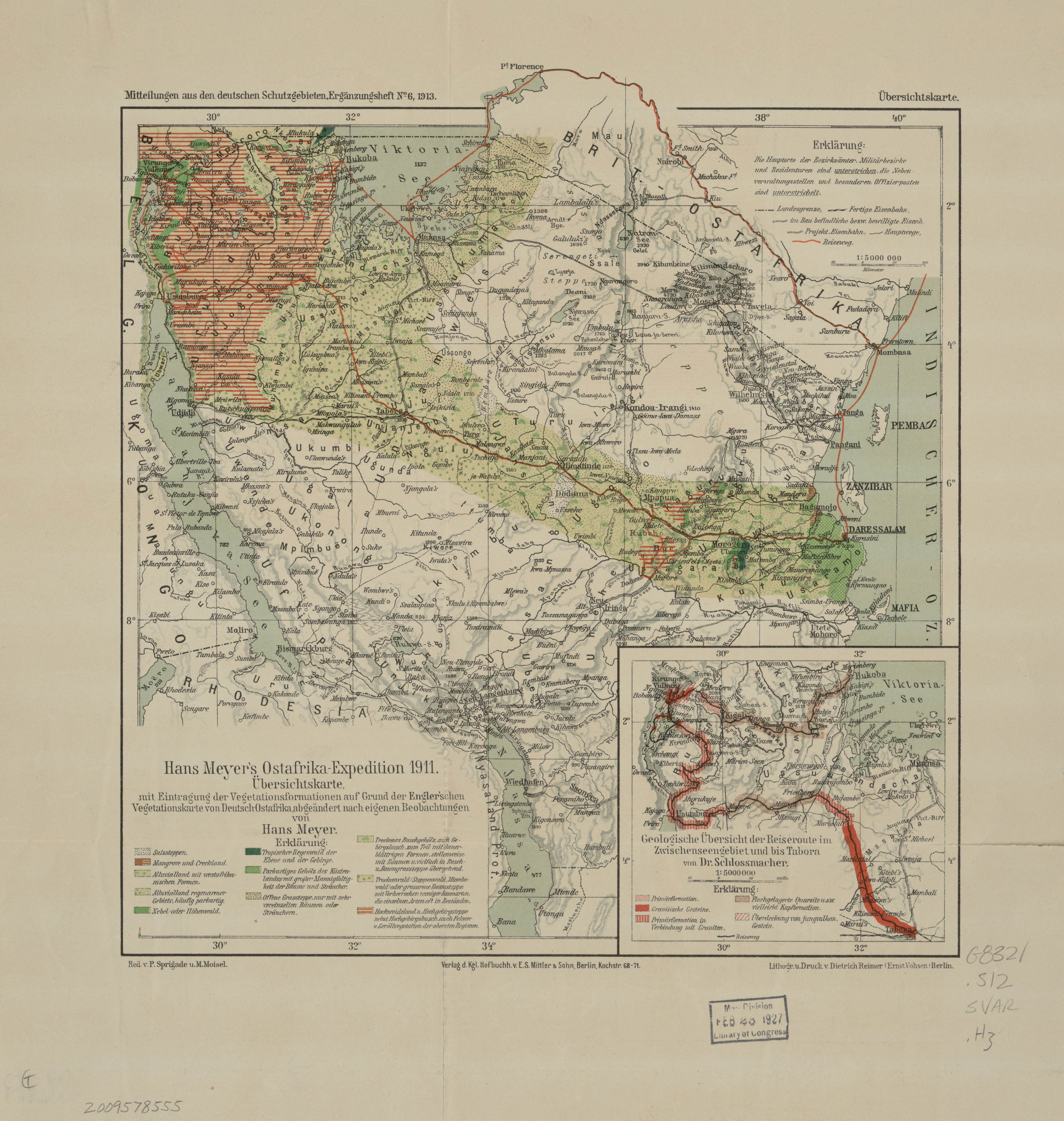
Übersichtskarte zu Meyer’s Ostafrika-Expedition von 1911

1911 fuhr Meyer nochmals nach Deutsch-Ostafrika, wo er eine Expedition mit 130 Trägern vom Viktoriasee nach Ruanda und Burundi führte und schließlich weiter nach Tabora marschierte, von wo die Expedition mit der Zentralbahn zur Küste fuhr.
Im Oktober 1890 wurde er zum Mitglied der Leopoldina gewählt. 1899 wurde er zum Professor ernannt und war ab 1915 Direktor des Instituts für Kolonialgeographie an der Universität Leipzig. Seit 1925 war er ordentliches Mitglied der Sächsischen Akademie der Wissenschaften. Nach ihm ist das Hans-Meyer-Gebirge auf der zu dem Staat Papua-Neuguinea gehörenden Insel Neuirland benannt.
Meyer machte seine Forschungsergebnisse durch viele Veröffentlichungen auch einer breiten Leserschaft in populärwissenschaftlicher Form zugänglich.
Meyer war von der Notwendigkeit deutscher Kolonialpolitik stets überzeugt. 1901 wurde er Mitglied des deutschen Kolonialrats und leitete eine Kommission zur landeskundlichen Erforschung der deutschen „Schutzgebiete“. 1928 wurde ihm „für koloniale Verdienste“ die Ehrenplakette der Deutschen Kolonialgesellschaft verliehen.
Meyers umfangreicher wissenschaftlicher Nachlass (Expeditionsunterlagen, Tagebücher, Korrespondenz u. a.) befindet sich im Archiv für Geographie des Leibniz-Instituts für Länderkunde in Leipzig.
Meyer schenkte im Jahr 1900 eine Sammlung von Benin-Bronzen der Kunstkammer in Sankt Petersburg.

## Familie
Im Jahre 1891 heiratete Hans Meyer Elisabeth Haeckel (1871–1946), die Tochter des Zoologen Ernst Haeckel aus Jena. Das Paar hatte vier Töchter und zwei Söhne, von denen einer jung starb.

## Werke (Auswahl)
- Eine Weltreise. Leipzig 1885.
- Zum Schneedom des Kilima-Ndscharo. Berlin 1888.
- Ostafrikanische Gletscherfahrten. Leipzig 1890.
- Die Insel Tenerife. Leipzig 1896.
- Der Kilimanjaro. Berlin 1900 (Digitalisat).
- Die Eisenbahnen im tropischen Afrika. Leipzig 1902.
- In den Hoch-Anden von Ecuador: Chimborazo, Cotopaxi, etc. 2 Bände (Textband und Bilder-Atlas), Berlin 1907.
- Niederländisch-Ostindien. Eine länderkundliche Skizze. Berlin 1922.

## Auszeichnungen und Preise (Auswahl)
- Eduard-Rüppell-Medaille
- Goldene und Silberne Gustav-Nachtigal-Medaille[7]